# Gustavo Santana
 Gustavo de Vasconcellos Moreira (Belo Horizonte, 4 de janeiro de 1979), mais conhecido como  Gustavo Santana , é um político brasileiro. Atualmente é deputado estadual pelo Partido Liberal (PL). 
Nas eleições de 2018, foi candidato a reeleição pelo Partido da República, que mudou de nome para Partido Liberal em 2019,  e foi reeleito com 36.573 votos. 